# Скаченко, Сергей Викторович
Серге́й Ви́кторович Скаче́нко (укр. Сергій Вікторович Скаченко; род. 18 ноября 1972, Павлодар) — советский и украинский футболист, нападающий. Выступал за сборную Украины.

## Клубная карьера
Футбольную карьеру начал 1989 выступлениями за команду «Трактор» из родного Павлодара, за два года попытал силы в харьковском «Металлисте», а в течение 1992—1993 играл за московское «Торпедо».
Следующие три сезона провел, выступая в высшей лиге чемпионата Украины, сначала за шепетовский «Темп», а в течение 1994—1996 годов — за киевское «Динамо». В эти годы получил гражданство Украины и начал привлекаться в национальную сборную.
После скандальной дисквалификации «Динамо» в Лиге чемпионов 1995 года руководство клуба начало постепенную распродажу игроков, и Скаченко оказался в Южной Корее, где в течение 1996—1997 гг. защищал цвета клубов «Анян Эл-Джи Читас» и «Чоннам Дрэгонз». В течение 1998—1999 годов вновь выступал за московское «Торпедо», игрой в котором привлек внимание тренеров западноевропейских клубов.
В 1999 году заключил контракт с французским «Мецем», который действовал до 2003. Сумма трансфера составила 3,5 млн долларов. Однако в течение этого периода значительное время провел в аренде в других командах — швейцарском «Ксамакс» и в японском клубе «Санфречче» из Хиросимы. После завершения контракта с «Мецем», заключил соглашение с клубом «Арау». Однако в клубе провел меньше полугода, после чего вернулся на Украину.
Тренировался с «Металлургом» (Запорожье), провел две игры в составе львовских «Карпат». Рецидивы прошлых травм не позволили продолжить карьеру на Украине.
Отыграв сезон 2004/05 в азербайджанском клубе «Туран», принял решение завершить выступления в качестве профессионального футболиста.
По окончании карьеры переехал в Москву, работал детским тренером в школе московского «Торпедо», по состоянию на 2014 год работает в сфере недвижимости.
Женат, есть сын.

## Достижения

### Командные
- Чемпион Украины: 1995, 1996
- Обладатель Кубка Украины: 1996
- Вице-чемпион Республики Корея: 1997
- Обладатель Кубка Республики Корея: 1997

### Личные
- В списке «33 лучших футболистов Украины» по версии газеты «Команда»: № 2 — 1999

## Голы за сборную
| # | Дата            | Соперник | Итог матча | Турнир                    |
| - | --------------- | -------- | ---------- | ------------------------- |
| 1 | 19 августа 1998 | Грузия   | 4:0        | Товарищеский матч         |
| 2 | 5 сентября 1998 | Россия   | 3:2        | Отборочный турнир ЧЕ-2000 |
| 3 | 14 октября 1998 | Армения  | 2:0        | Отборочный турнир ЧЕ-2000 |